# 傑克森營事件

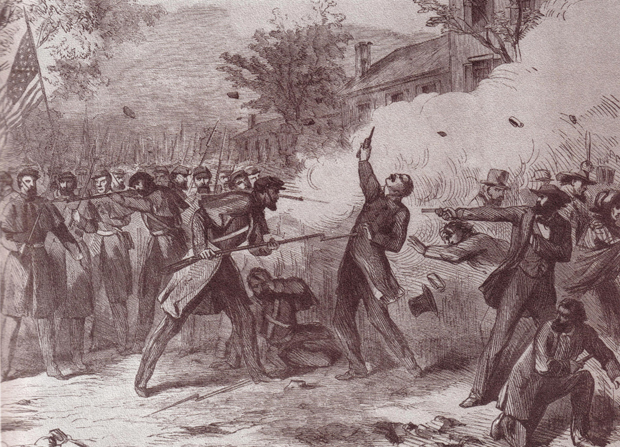
"Terrible Tragedy at St. Louis, Mo.", wood engraving originally published in the New York Illustrated News, 1861

傑克森營事件（英語：Camp Jackson affair），又稱傑克森營大屠殺（英語：Camp Jackson massacre），於1861年5月10日發生在美國南北戰爭期間的密蘇里州聖路易斯。
密蘇里州政府一直忠心於聯邦，但有部分人民反對。而聖路易斯兵工廠內藏大批軍火，是聯邦軍和邦聯軍的必爭之地。
1861年5月，佛羅斯上將率領邦聯支持者進駐聖路易斯兵工廠，拉胥梅耶·萊昂則奉命收復兵工廠，遂率手下包圍當地，逼使佛羅斯上將投降。但他們投降後不肯宣誓效忠於聯邦，萊昂大為不悅，於是下令押送俘虜，遊街示眾。途中，有人深感邦聯受侮辱，悄悄地在人群中向聯邦軍開火擲石，聯邦軍開火還擊，導致打中90個平民，其中28人死亡。暴動持續，邦聯支持者到處破壞。次日，另有7個平民被殺。